# Calliostoma militare
Calliostoma militare is een slakkensoort uit de familie van de Calliostomatidae. De wetenschappelijke naam van de soort is voor het eerst geldig gepubliceerd in 1907 door Ihering.